# Matheus Coradini Vivian
Matheus Coradini Vivian, mais conhecido como Matheus (Caçapava do Sul, 5 de abril de 1982), é um ex-futebolista brasileiro que atuava como zagueiro.

## Carreira
No ano de 1999, Matheus foi campeão do Campeonato Mundial de Futebol Sub-17 de 1999 pela Seleção Brasileira. Atuou em 1 jogo e não marcou nenhum gol.

## Títulos
Brasil
- Campeonato Mundial Sub-17 - 1999

Guingamp
- Copa da França: 2013-14